# Wilhelm Eduard Weber
Wilhelm Eduard Weber (n. 24 octombrie 1804, Lutherstadt Wittenberg, Principatul Saxoniei – d. 23 iunie 1891, Göttingen, Imperiul German) a fost un fizician german.
Împreună cu Carl Friedrich Gauss, a creat primul telegraf electric.
A adus contribuții de pionierat în domeniul electrodinamicii teoretice, stabilind o extensie pentru Legea lui Coulomb în 1846.
Unitatea de măsură a fluxului magnetic îi poartă numele (Weber). 
Era membru al Royal Society și al Societății Regale Suedeze de Științe și a primit Medalia Copley.